# 金子武蔵
金子 武蔵（かねこ たけぞう、1905年1月21日 - 1987年12月31日）は、日本の哲学者、倫理学者。東京大学名誉教授。日本学士院会員。

## 経歴
1905年、高知県で実業家・金子直吉の次男として生まれた。第三高等学校を経て、東京帝国大学文学部哲学科を卒業。
法政大学などを経て、1935年に東京帝国大学倫理学講座講師に就任。1938年、同助教授に昇格。1945年、学位論文『ヘーゲルの国家論』を東京帝国大学に提出して文学博士号を取得。
戦後は、和辻哲郎の後任として東京大学倫理学科教授となった。1957年2月2日、実存主義協会を設立し、機関誌『実存主義』を通して日本における研究をリードした。学内では文学部長を務め、1965年に東京大学を定年退官。その後は、北海道大学教授、成蹊大学教授、国際基督教大学教授を務めた。1977年、日本学士院会員に選出。また、国語審議会委員、日本倫理学会会長などを務めた。

## 研究内容・業績
ヘーゲル研究で知られ、ドイツ観念論、サルトルなど実存主義をも研究対象とし、西洋近代精神史の観点からこれらを追究した。成蹊大学並びに東北大学教授を務めたヘーゲル研究者の上妻精は東京大学での教え子である。
評価
和辻哲郎の愛弟子の一人であった吉沢伝三郎は、和辻退官後に講座を継いだ金子を「学識、業績、人格どれをとっても和辻先生に劣るということはない。まさに学問的鬼才の一人だった。惜しむらくは鈴木商店の大番頭であった父親直吉氏ゆずりなのだろうか、余りの頑固さ、一徹さが周囲の誤解を生んで拒絶反応を引き起こしたことで誠に残念だ」と没時に述懐している。

## 家族・親族
- 父：金子直吉は実業家。
- 妻：梅子は哲学者西田幾多郎の六女。

## 著作
著書
- 『古代哲学史 上』日本評論社 1935
- 『形而上学への道』筑摩書房 1944
- 『ヘーゲルの国家観』岩波書店 1944
- 『実践哲学への道』岩波書店 1946
- 『実存哲学』彰考書院 1948
- 『西洋精神史の問題 第1』小山書店 1948
- 『古代哲学』彰考書院 1948
- 『近代ヒューマニズムと倫理』勁草書房 1950
- 『実存理性の哲学 ヤスパース哲学に即して』弘文堂） 1953
  - 清水弘文堂書房 1967
- 『良心と幸福』弘文堂・アテネ文庫 1953
- 『サルトルの哲学 存在と虚無』弘文堂・アテネ新書 1954
- 『倫理学概論』岩波書店 1957
- 『実存』弘文堂・アテネ文庫） 1958
- 『ハイデガーの思想』弘文堂・アテネ新書 1958
  - 清水弘文堂書房 1969
- 『キェールケゴールからサルトルへ 実存思想の歩み』清水弘文堂書房 1967
- 『現代思想としての実存主義』清水弘文堂書房 1967
- 『形而上学への道』理想社 1969
- 『哲学散歩 ヨーロッパ回想記』読売新聞社 1970
- 『フロイディズム 無意識と意識』清水弘文堂 1973
- 『ヘーゲルの精神現象学』以文社 1973
  - 文庫化：ちくま学芸文庫 1996
- 『カントの純粋理性批判』以文社 1974
- 『実存思想の成立と系譜』以文社 1977
- 『西洋精神史考』以文社 1977
- 『近代精神史研究 近代の誕生』以文社 1986
- 『精神の現象学への道』岩波書店 1989[4]

翻訳
- 『絶対的理性主義』ルビンシュタイン著、岩波書店 1929
- 『戦争の道徳的反省』バウムガルテン著、筑摩書房 1946
- 『ヘーゲル政治論文集』上巻、岩波文庫 1967[5]
- 『精神の現象学』(ヘーゲル全集 4・5) 岩波書店 1971 - 1979
  - 新版 1995・2002

## 資料
- 「故金子武蔵先生略歴」『倫理学年報』37, 吉沢伝三郎, 1988年, 201-204頁.
- 20世紀日本人名事典（2004年刊）『金子 武蔵』 - コトバンク